# MTV Europe Music Awards de 2023
O MTV Europe Music Awards de 2023 seria realizado em 5 de novembro de 2023, no Paris Nord Villepinte, em Paris, na França. A premiação foi cancelada em 19 de outubro de 2023 em decorrência da ameaça terrorista decorrente do conflito entre Israel e o Hamas.

## Anúncios e cancelamento
Em 11 de maio de 2023, a MTV anunciou que a edição de 2023 da premiação aconteceria no dia 5 de novembro em Paris, na França, marcando a primeira vez que a premiação seria realizada em Paris desde a edição de 1995.
Após o início do conflito israelo-palestino de 2023, a Paramount Global anunciou, em 19 de outubro, o cancelamento da edição de 2023 da premiação, em decorrência do mesmo, e também em consideração ao alerta de terrorismo e ameaças de ataques nos aeroportos da França:
"Dada a volatilidade dos eventos mundiais, decidimos não seguir com o MTV EMA 2023 por precaução com os milhares de funcionários, membros da equipe, artistas, fãs e parceiros que viajam de todos os cantos do mundo para realização desse show.
O MTV EMA é uma celebração global da música realizada anualmente, mas enquanto assistimos aos acontecimentos devastadores em Israel e Gaza continuarem a se desenrolar, este não parece ser um momento de celebração global. Com milhares de vidas já perdidas, é um momento de luto.

Esperamos voltar novamente com o MTV EMA, em novembro de 2024."
Esta edição se tornou a primeira da história da premiação a ser cancelada e não realizada. Apesar do cancelamento, a votação seguiu aberta e os vencedores receberam os prêmios em uma data posterior.

## Vencedores e indicados
Os indicados foram inicialmente divulgados pela Billboard Brasil em 3 de outubro de 2023. A MTV divulgou-os oficialmente em 4 de outubro. Taylor Swift liderou as indicações - tendo-o feito pelo segundo ano consecutivo - com sete indicações, seguida por Olivia Rodrigo e SZA com seis, e Doja Cat, Måneskin, Miley Cyrus e Nicki Minaj, cada um com quatro indicações. Os vencedores foram revelados em 5 de novembro de 2023. Os prêmios relativos a duas das categorias principais - o de Melhor Grupo e Maiores Fãs - acabaram por não ser atribuídos, assim como o prêmio para Melhor Artista Israelense.
| Melhor Canção | Melhor Vídeo |
| --- | --- |
| - Jung Kook com part. de Latto – "Seven" - Doja Cat – "Paint the Town Red" - Miley Cyrus – "Flowers" - Olivia Rodrigo – "Vampire" - SZA – "Kill Bill" - Taylor Swift – "Anti-Hero" - Rema e Selena Gomez – "Calm Down" | - Taylor Swift – "Anti-Hero" - Cardi B featuring Megan Thee Stallion – "Bongos" - Doja Cat – "Paint the Town Red" - Little Simz – "Gorilla" - Miley Cyrus – "Flowers" - Olivia Rodrigo – "Vampire" - SZA – "Kill Bill"                                                  |
| Melhor Artista | Melhor Colaboração |
| - Taylor Swift - Doja Cat - Miley Cyrus - Nicki Minaj - Olivia Rodrigo - SZA | - Karol G e Shakira – "TQG" - Central Cee e Dave – "Sprinter" - David Guetta, Anne-Marie e Coi Leray – "Baby Don't Hurt Me" - Metro Boomin, The Weeknd e 21 Savage – "Creepin'" - PinkPantheress e Ice Spice – "Boy's a Liar Pt. 2" - Rema e Selena Gomez – "Calm Down" |
| Artista Revelação | Melhor Grupo |
| - Peso Pluma - Coi Leray - Flo - Ice Spice - PinkPantheress - Reneé Rapp | - Não atribuído - Aespa - Flo - Jonas Brothers - Måneskin - NewJeans - OneRepublic - Seventeen - Tomorrow X Together |
| Melhor Artista Pop | Melhor Artista de Rock |
| - Billie Eilish - Dua Lipa - Ed Sheeran - Miley Cyrus - Olivia Rodrigo - Taylor Swift | - Måneskin - Arctic Monkeys - Foo Fighters - Metallica - Red Hot Chili Peppers - The Killers |
| Melhor Artista Alternativo | Melhor Artista Eletrônico |
| - Lana Del Rey - Blur - Fall Out Boy - Paramore - Thirty Seconds to Mars - Yungblud | - David Guetta - Alesso - Calvin Harris - Swedish House Mafia - Peggy Gou - Tiësto |
| Melhor Artista de Hip-Hop | Melhor Artista de R&B |
| - Nicki Minaj - Cardi B - Central Cee - Lil Wayne - Lil Uzi Vert - Metro Boomin - Travis Scott | - Chris Brown - Chlöe - Steve Lacy - Summer Walker - SZA - Usher |
| Melhor Artista Latino | Melhor Artista de K-Pop |
| - Anitta - Bad Bunny - Karol G - Peso Pluma - Rosalía - Shakira | - Jung Kook - Fifty Fifty - NewJeans - Seventeen - Stray Kids - Tomorrow X Together |
| Melhor Artista de Afrobeats | Melhor Artista Ao Vivo |
| - Rema - Asake - Aya Nakamura - Ayra Starr - Burna Boy - Davido | - Taylor Swift - Beyoncé - Burna Boy - Ed Sheeran - Måneskin - SZA - The Weeknd |
| Melhor Artista Push | Maiores Fãs |
| - Tomorrow X Together - Flo Milli - Reneé Rapp - Sam Ryder - Armani White - Fletcher - Ice Spice - Flo - Lauren Spencer-Smith - Kaliii - GloRilla - Benson Boone                                                       | - Não atribuído - Anitta - Billie Eilish - Blackpink - Jung Kook - Nicki Minaj - Olivia Rodrigo - Sabrina Carpenter - Selena Gomez - Taylor Swift |

### Vencedores e indicados regionais
| Europa | Europa |
| Melhor Artista Neerlandês                                                                                               | Melhor Artista Francês                                                                                            |
| --- | --- |
| - Flemming - Idaly - Kris Kross Amsterdam - S10 - Zoë Tauran                                                            | - Bigflo & Oli - Aime Simone - Aya Nakamura - Louane - Ninho - Slimane                                            |
| Melhor Artista Alemão                                                                                                   | Melhor Artista Húngaro                                                                                            |
| - Kontra K - Apache 207 - Ayliva - Luciano - Nina Chuba - Ski Aggu                                                      | - Ajsa Luna - Analog Balaton - Beton.Hofi - Co Lee - Hundred Sins                                                 |
| Melhor Artista Israelense                                                                                               | Melhor Artista Italiano                                                                                           |
| - Não atribuído - Anna Zak - Liad Meir - Noa Kirel - Nunu - Shira Margalit                                              | - Måneskin - Annalisa - Elodie - Lazza - The Kolors                                                               |
| Melhor Artista Nórdico                                                                                                  | Melhor Artista Polonês                                                                                            |
| - Käärijä (Finlândia) - Alessandra (Noruega) - Loreen (Suécia) - Swedish House Mafia (Suécia) - Zara Larsson (Suécia)   | - Doda - Kasia Nosowska - Mrozu - Sanah - Vito Bambino                                                            |
| Melhor Artista Português                                                                                                | Melhor Artista Espanhol                                                                                           |
| - Bispo - Bárbara Tinoco - Carolina Deslandes - Marisa Liz - Piruka                                                     | - Samantha Hudson - Abraham Mateo - Álvaro de Luna - Lola Índigo - Quevedo                                        |
| Melhor Artista Suíço | Melhor Artista Britânico e Irlandês                                                                               |
| - Gjon's Tears - Danitsa - KT Gorique - Monet192 - Stress                                                               | - Tom Grennan - Calvin Harris - Central Cee - PinkPantheress - Raye - Sam Smith                                   |
| África | |
| Melhor Artista Africano                                                                                                 | |
| - Diamond Platnumz (Tanzânia) - Asake (Nigéria) - Burna Boy (Nigéria) - Libianca (Camarões) - Tyler ICU (África do Sul) | |
| Ásia | |
| Melhor Artista Indiano                                                                                                  | Melhor Artista Asiático                                                                                           |
| - Tsumyoki - Dee MC - Divine - Mali - When Chai Met Toast                                                               | - Be:First (Japão) - Bright (Tailândia) - Moira (Filipinas) - Tiara Andini (Indonésia) - Treasure (Coreia do Sul) |
| Austrália e Nova Zelândia                                                                                               | |
| Melhor Artista Australiano                                                                                              | Melhor Artista Neozelandês                                                                                        |
| - Kylie Minogue - Budjerah - G Flip - The Kid Laroi - Troye Sivan                                                       | - Six60 - Benee - JessB - Jolyon Petch - L.A.B                                                                    |
| Américas | |
| Melhor Artista Brasileiro                                                                                               | Melhor Artista Canadense                                                                                          |
| - Matuê - Anavitória - Kevin o Chris - Luísa Sonza - Manu Gavassi                                                       | - Shania Twain - Charlotte Cardin - Drake - Jamie Fine - The Beaches                                              |
| Melhor Artista Caribenho                                                                                                | Melhor Artista Latino - Região Norte                                                                              |
| - Young Miko - Eladio Carrión - Mora - Myke Towers - Rauw Alejandro                                                     | - Kenia Os - Danna Paola - Kevin Kaarl - Siddhartha - Natanael Cano                                               |
| Melhor Artista Latino - Região Central                                                                                  | Melhor Artista Latino - Região Sul                                                                                |
| - Feid - Blessd - Manuel Turizo - Ryan Castro - Sebastián Yatra                                                         | - Lali - Bizarrap - Duki - Fito Páez - Nicki Nicole                                                               |
| Melhor Artista Estadunidense                                                                                            | |
| - Nicki Minaj - Doja Cat - Olivia Rodrigo - SZA - Taylor Swift                                                          | |